# Château de Diziers
Le château de Diziers est un château fortifié (inscrit aux Monuments historiques) situé sur la commune de Suèvres (Loir-et-Cher), en retrait de la Loire près de Blois.

## Histoire
La châtellenie relevait du comté de Beaugency.
L'aile droite actuelle du château et ses tours sont construites aux XVe et XVIe siècles, la partie centrale est du XVIIe siècle.
Ce fut la dernière demeure de la mystique Madame Guyon (1648-1717).
Au XIXe siècle, le château est restauré et une chapelle est ajoutée.
Le château est acquis par Léon Desjoyeaux au début du XXe siècle et transmis à la descendance de Suzanne Desjoyeaux (famille Tézenas du Montcel),.
La partie la plus ancienne du château est inscrite au titre des monuments historiques le 17 juillet 1946.

## Architecture
Les douves sont toujours en eau, alimentant également un étang et un grand moulin, avant de se déverser dans la Trône.
Le château, précédé d'une terrasse comporte un sous-sol desservi par une galerie. Le château est composé de deux parties en équerre. 
L'aile droite, la partie la plus ancienne, date des XVe et XVIe siècles, avec fenêtres à meneaux, une grosse tour ronde du XVIe siècle, flanquée d'une tourelle octogonale coiffée d’un lanternon. C'est cette aile droite avec ses deux tours qui a été inscrite monument historique le 17 juillet 1946.
Le corps central du XVIIe siècle a été restauré vers 1860, date aussi de la construction de la chapelle rajoutée à l'ouest de la terrasse. On y trouve aussi des écuries qui datent du XIXe siècle, de même qu’une orangerie en ruine au fond du parc. En bout du domaine, au coin des douves, subsiste un colombier sur pied avec larmier.